# Manzini
Manzini (antiguamente Bremersdorp) es una ciudad de Suazilandia, capital del distrito de Manzini. Se trata de la ciudad más poblada de todo el país.
Fue el principal centro administrativo de Esuatini desde 1895 hasta 1899. Desde entonces se ha mantenido como un importante centro comercial e industrial de Suazilandia, al albergar casi la totalidad de esos sectores en el país. Se encuentra localizado en la región Middle Veld, con una alta densidad de población, se trata del área en la que reside la mayoría de la población suazi. Posee un mercado quincenal y un aeropuerto, el Aeropuerto Internacional de Matsapha, que se encuentra al norte de la ciudad.
Administrativamente la ciudad está dividida en dos tinkhundlas: Manzini Norte y Manzini Sur.